# 62 Ceti
62 Ceti är en gulvit stjärna i huvudserien i stjärnbilden Valfisken.
62 Ceti har visuell magnitud +7,12 och kräver fältkikare för att kunna observeras. Den befinner sig på ett avstånd av ungefär 225 ljusår.